# Michael Westhagemann
Michael Westhagemann (* 9. August 1957 in Beckum) ist ein deutscher Industriemanager und ehemaliger Politiker (parteilos). Er war von November 2018 bis Dezember 2022 Wirtschaftssenator in Hamburg.

## Leben
Westhagemann ist geboren und aufgewachsen im münsterländischen Beckum. In seiner Jugend war er bei den Pfadfindern und war als Schwimmer für den Nationalkader nominiert. Seine Eltern lehnten jedoch das intensive Training ab. Er absolvierte eine Ausbildung zum Starkstrom-Elektriker und studierte Informatik an der Fachhochschule der Wirtschaft in Paderborn.
Zunächst arbeitete er bis 1992 für die Nixdorf Computer AG, unter anderem auf mehreren Auslandsstationen in Asien. Nach der Übernahme von Nixdorf durch den Siemens-Konzern hatte er dort verschiedene leitende Funktionen inne, so als Regional-Geschäftsverantwortlicher Mittlerer Osten und Afrika. Zuletzt leitete er von 2003 bis 2017 als CEO die Region Nord mit Sitz in Hamburg und war hier insbesondere für den Bereich Windenergie verantwortlich. Zudem war er lange Jahre Vorsitzender des Industrieverbands Hamburg und bis zu den Handelskammerwahlen im Frühjahr 2017 Vizepräsident der Handelskammer Hamburg.
2013, während des laufenden Volksentscheids über den Rückkauf der Hamburger Energienetze von Vattenfall  war Westhagemann Sprecher für das Aktionsbündnis „Nein zum Netzkauf“, bestehend aus 15 Kammern, Verbänden, Parteien und Vereinen, welches gegen die Rekommunalisierung der Energienetze Stimmung machten. Im Jahr des Volksentscheids sah er die Kosten einer 100-prozentigen Übernahme der Strom-, Gas- und Fernwärmenetze in keinem vernünftigen Verhältnis zu ihrem Nutzen.
Ab 2017 war Westhagemann als selbstständiger Unternehmensberater tätig. Seit 2017 ist er Mitglied im Aufsichtsrat der Hamburger Hafen und Logistik AG (HHLA), Vorsitzender des Vereins zur Förderung des Clusters für erneuerbare Energien in Hamburg (EEHH) sowie Mitglied im Hochschulrat der Technischen Universität Hamburg.
Westhagemann ist verheiratet und hat zwei Kinder.
Seit 2019 ist Westhagemann im Stiftungsvorstand der Stiftung „Hammerbrooklyn – Stadt der Zukunft“, welche im Zuge des Hammerbrooklyn.DigitalCampus ins Leben gerufen wurde. Er selbst musste die Initiatoren des Projekts „Hammerbrooklyn“ nach einem Zerwürfnis zusammenführen.

## Politische Ämter
Ende Oktober 2018 wurde er von Hamburgs Ersten Bürgermeister Peter Tschentscher (SPD) als Nachfolger von Frank Horch (parteilos) präsentiert. Am 1. November wurde er als Senator durch die Hamburgische Bürgerschaft von 118 abgegebenen Stimmen mit 74 gegen 42 bei zwei Enthaltungen bestätigt und vereidigt. Zu seinen ersten gewählten Aufgaben als Präses der Behörde für Wirtschaft, Verkehr und Innovation zählten ein „Stau-Masterplan“ (eine Baustellenkoordination) für Hamburgs Straßen und eine Entmachtung der Hamburger Hafenbehörde HPA.
Nachdem im Zuge der Fortführung der rot-grünen Koalition nach der Bürgerschaftswahl 2020 im Senat Tschentscher II eine neue, eigenständige Behörde für Verkehr und Mobilitätswende geschaffen wurde, verlor Westhagemann als Wirtschaftssenator die Zuständigkeit für Verkehrspolitik. Er führte daher seit Juni 2020 eine verkleinerte Behörde für Wirtschaft und Innovation, die jedoch weiterhin für den Hafen sowie den Flughafen verantwortlich ist. Im November 2022 kündigte er gegenüber Bürgermeister Peter Tschentscher an, sich aus gesundheitlichen Gründen als Senator zurückzuziehen. Westhagemann gab an, unter einer Krebserkrankung an den Stimmbändern zu leiden. Am 15. Dezember 2022 schied er aus dem Amt aus. Seine Nachfolge trat Melanie Leonhard (SPD) an.
Im Bundesrat war Westhagemann Mitglied der Ausschüsse Agrarpolitik und Verbraucherschutz, Verkehrsausschuss und Wirtschaftsausschuss. Als zuständiger Senator war er zudem Mitglied der Verkehrsministerkonferenz und gehörte der Wirtschaftsministerkonferenz der Länder an.

## Kabinette
- Senat Tschentscher I: Senator für Wirtschaft, Verkehr und Innovation (2018–2020)
- Senat Tschentscher II: Senator für Wirtschaft und Innovation (2020–2022)